# Ahmad Mamduhi
Ahmad Reza Mamduhi (in persiano اهماد ريزا مامدوهى‎; Mashhad, 28 aprile 1960) è un esperantista iraniano. Dal 2021 è presidente della Lega Internazionale Insegnanti di Esperanto (ILEI) e, dal 2022, membro dell'Akademio de Esperanto.

## Biografia
Nasce a Mashhad, nell'Iran nord-orientale. Di professione architetto, Mamduhi consegue la laurea in architettura e progettazione urbanistica presso l'Università Nazionale dell'Iran (Università Shahid Beheshti) e cura la traduzione in persiano del testo inglese «Seven Rules for Sustainable Communities» (Sette regole per comunità sostenibili, di P. M. Condon, Island Press).
Conosce il persiano, l'inglese e l'esperanto.

## Esperanto
Figura iconica del movimento esperantista in Iran, principia lo studio dell'esperanto nel 1976 per rendersi attivo nel movimento esperantista a decorrere dagli anni '80, quando diviene il delegato principale dell'UEA in Iran. Verrà eletto primo presidente dell'Associazione iraniana di esperanto (in sigla, IrEA), carica che ricoprirà anche per un secondo mandato consecutivo, prima di lasciare la presidenza al dottor Keyhan Sayadpour. Nel corso degli anni, insegna esperanto in diverse scuole e atenei iraniani.
Dal 2003 è redattore di Wikipedia in lingua esperanto (Vikipedio); contribuisce anche alle Wikipedie in lingue persiana e inglese su argomenti inerenti all'esperanto. Nell'agosto del 2021 Mamduhi è eletto presidente di ILEI (la Lega internazionale degli insegnanti Esperantisti), succedendo a Mireille Grosjean; è membro dell'Internacia Rajtigita Ekzamentaro (IRE), una commissione che si occupa di somministrare esami per certificazioni di padronanza linguistica. A marzo 2022 è eletto membro dell'Akademio de Esperanto. Ricopre la carica di vicepresidente dell'Associazione iraniana di esperanto (IrEA).

## Opere
La Plej Facila Lingvo de la Mondo
Ha pubblicato in lingua persiana «Aasaan-tarin zabaane donyaa» (in esperanto «La plej facila lingvo de la mondo»; in italiano «La lingua più facile del mondo»; edito da Arĝiv, Teheran), un libro di testo per l'insegnamento dell'esperanto o lo studio passo-passo da autodidatti.
Il libro si struttura su 3 livelli, con difficoltà crescente: il primo livello, quello elementare, in cui s'impara l'alfabeto esperanto insieme con la grammatica di base; un livello intermedio, con dieci lezioni su vari argomenti e un piccolo dizionario al termine di ogni lezione; e, a conchiusione, il livello avanzato, che offre brani dalla letteratura esperanto, proverbi, filosofia, scienze, ecc. Nel volume è inclusa una grammatica (in persiano) e dizionari bilingui persiano-esperanto ed esperanto-persiano.
La fenomeno Esperanto
Nel 2007 egli dà alle stampe «Padide-ye Esperanto», anch'esso in persiano, basato su «La Fenomeno Esperanto: la solvo de la internacia lingvo-problemo» (1987), opera redatta dal candidato Nobel per la letteratura William Auld.  Si tratta di un'enciclopedia in persiano sulla cultura esperantista; essa traccia le linee della storia esperantista in Iran e nel mondo, soffermandosi sulla biografia di L.L. Zamenhof e riportando alcune dichiarazioni di personaggi celebri; nell'opera si descive lo sviluppo di alcune lingue pianificate — tra cui il volapük e il loglan — fornendo così esempi di progetti e antecedenti e successivi a quello esperantista.
Altri
Mamduhi è anche autore di numerosi articoli e contributi su riviste culturali, principalmente su studi di lingua esperanto; contribuisce attivamente all'Irana Esperantisto, rivista bilingue edita in esperanto e persiano.